# Lempola
Lempola är stadsdel nummer 23 i Lojo stad i Finland. Stadsdelen ligger cirka 4 kilometer nordost från Lojo centrum. Bostäderna i området utgörs av råhus och egnahemshus.

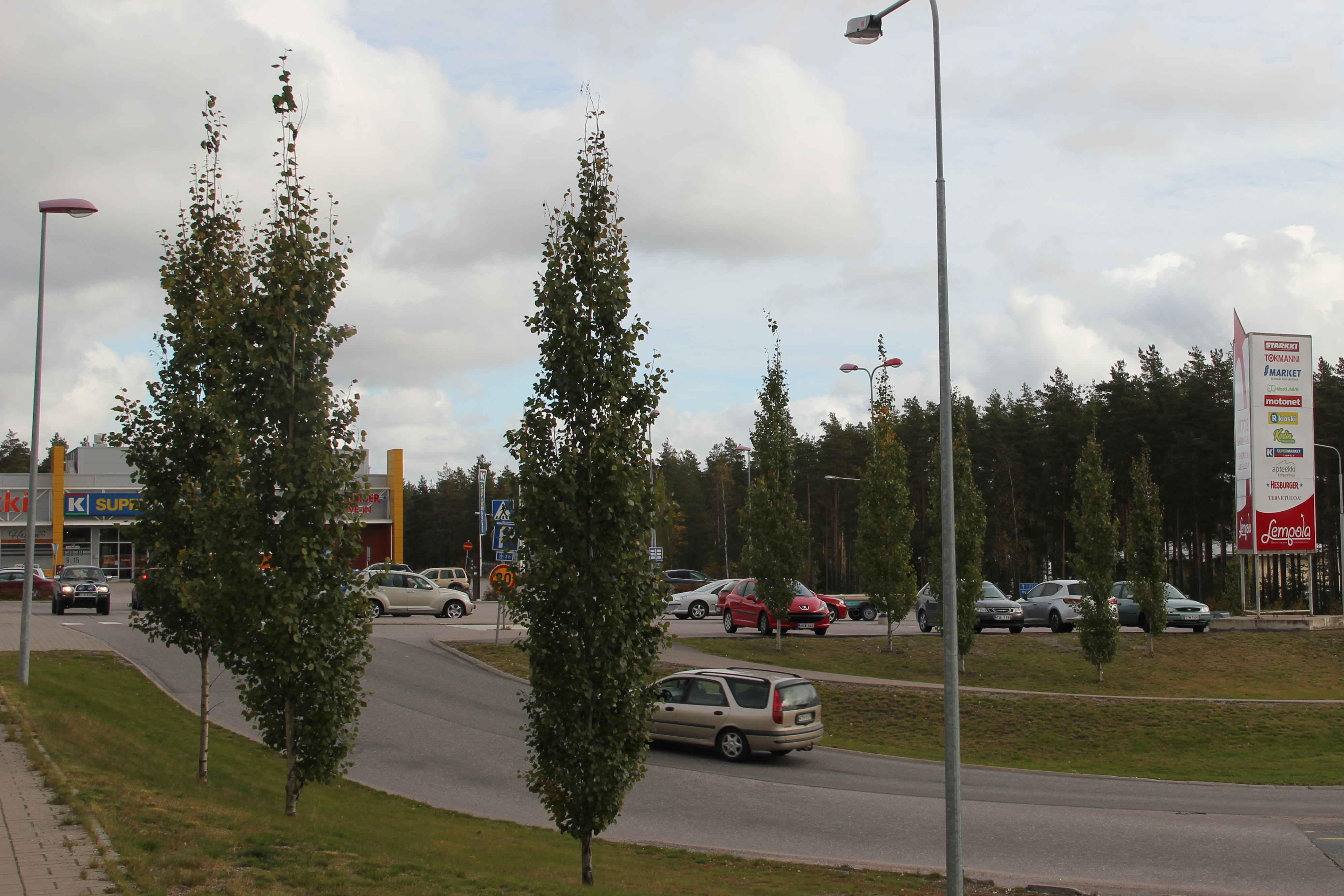
Lempola affärscentrum.

I Lempola ligger bland annat Laxpojo gård, Lojo vattentorn och Lempola affärscentrum som stod färdigt år 2009.
Under 1930- och 1940-talet fanns det ett backhoppningstorn i Lempola. Tornet var byggt av den lokala skyddskåren i Lojo. Under fortsättningskriget användes tornet som en plats för luftbevakning. Den sista tävlingen i tornet hölls 1946–1947 och därefter revs Lempola backhoppningstorn som var i dåligt skick. Nuförtiden finns det bara stentrappor kvar på platsen.